# Комайле
Кома́йле (англ.  Comaile или Komalie) — сезонная река в Эритрее. Исток реки находится между городами Адди-Кэйих и Сенафе на склоне горы Ад-Адоло. Комайле течёт на север по долине Набагеде до небольшого городка Форо у побережья Красного моря. В этом месте река расходится протоками в водотоки Букара и Гонфели, которые впадают в Красное море.
Притоки Комайле: Май-Бава, Икат-Абий (правые), Мидолс, Санакале, Сакатаре (левые).